# Bartolomeo Felici
Bartolomeo Felici (Firenze, 1695 – Firenze, 12 giugno 1776) è stato un compositore e organista italiano.
È famoso per essere stato il maestro dell'operista Luigi Cherubini. Suo figlio fu il compositore e violinista Alessandro Felici.

## Attività artistica

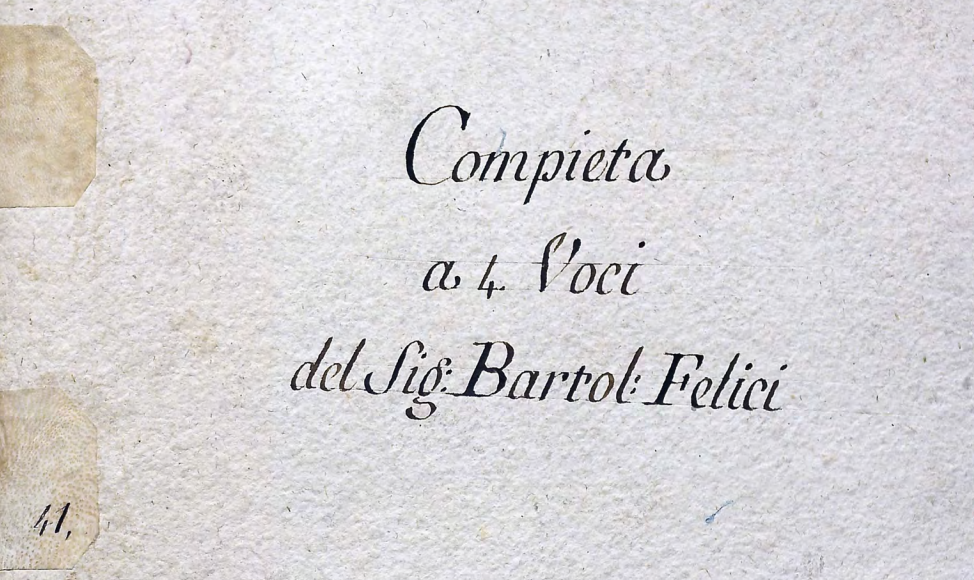
Frontespizio autografo della Compieta a 4 voci di Bartolomeo Felici, conservato nel Fondo Ricasoli della Louisville University

Poco si sa della sua vita. Allievo di Giovanni Maria Casini prese i voti e divenne membro della Compagnia dell'Ospizio di Gesù, Maria e Giuseppe a Firenze, per la quale compose gli oratori Isacco (1747) e Il figliuol prodigo (1753), sui libretti rispettivamente di Pietro Metastasio e Giovanni Claudio Pasquini. Nel 1739 compose l'oratorio Il prodigioso transito per la Chiesa fiorentina di San Pier Maggiore, su libretto di Andrea Nati, ma gran parte della sua attività si svolse presso la Basilica di San Marco, della quale divenne maestro di cappella. Il prestigioso incarico gli permise di comporre molta musica sacra (gran parte della quale oggi perduta, vedi la sezione Fonti) e lo rese famoso tra i concittadini e non: sappiamo che almeno una sua opera (il componimento sacro La notte prodigiosa su libretto di Camillo Tacchi) ebbe successo a Bologna nel 1759. Nonostante figuri come maestro nei registri del Teatro del Cocomero di Firenze, non si hanno notizie di sue opere teatrali. In seguito alla nascita del figlio Alessandro, dismise gli abiti monacali, e dal 1760 insegnò organo e composizione: tra i suoi allievi, oltre al figlio e a Cherubini, anche Gasparo e Gaetano Sborgi (1769-1821), Vincenzo Panerai (1750-1790) e Disma Ugolini. La Gazzetta Toscana del 1776 descrisse i suoi funerali come un importante lutto cittadino.

## Fonti

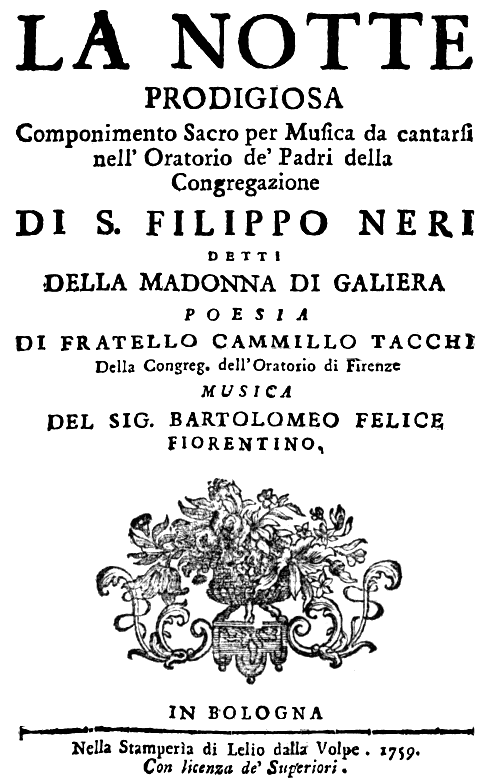
Frontespizio del libretto di Camillo Tacchi della Notte prodigiosa, musicato da Felici nel 1759. Dalla copia della Biblioteca Nazionale di Roma (un esemplare è presente anche a Bologna)

Si ha notizia di almeno una cinquantina di opere sacre e profane di Felici, quasi tutte andate perdute nella vendita dei suoi beni fatta dagli eredi nel 1778. Il lavoro di ricerca e l'attività di censimento dei fondi musicali conservati in Toscana curati dal Centro di Documentazione Musicale della Regione (CeDoMus) hanno permesso di localizzare alcune sue composizioni nei seguenti archivi e biblioteche italiani:
- Archivio Musicale della Basilica della Santissima Annunziata (Firenze)[1][8][11]
- Archivio della Cattedrale di Santa Maria del Fiore[1][8]
- Biblioteca del Conservatorio Luigi Cherubini di Firenze (conserva Mottetti, Vespri e Responsi in copia manoscritta tardo settecentesca)[8][12]
- Archivio della Chiesa di San Giovannino degli Scolopi a Firenze (possiede alcune parti manoscritte primo-ottocentesche di tre Tantum ergo attribuiti a Felici)[13]
- Biblioteca Diocesana di Prato (conserva due opere, in copie di mano ignota databili alla seconda metà del XVIII secolo)[14]
- Archivio Musicale del Duomo di Pistoia[1]
- Biblioteca dell'Accademia Filarmonica di Bologna (possiede tre manoscritti autografi)[15]
- Biblioteca del Museo internazionale e biblioteca della musica di Bologna (il nome del compositore compare tra quelli citati nei carteggi conservati in questa biblioteca, che possiede, come la Biblioteca Nazionale di Roma, anche una copia del libretto della Notte prodigiosa)[9][16]
- Archivio dell'Accademia Filarmonica di Torino (conserva un'opera in copia di mano ignota, e un manoscritto dell'Isacco di Niccolò Jommelli recante i recitativi di Felici)[8][11][17]
- Biblioteca della Fondazione Giorgio Cini di Venezia (conserva i libretti di alcuni oratori)[5]

e stranieri:
- Santini-Bibliothek di Münster, Vestphalia (possiede manoscritti anonimi tardo settecenteschi recanti lavori di Felici e copie e rielaborazioni ottocentesche di alcune sue opere sacre)[8][11]
- Fondo Ricasoli dell'Università di Louisville, Kentucky (possiede 5 autografi)[2][8]
- Jean Gray Hargrove Music Library di Berkeley in California (conserva due copie manoscritte di due arie, di cui una manchevole della parte finale)[11]